# Armando Romeo
Armando Romeo (Napoli, 18 febbraio 1924 – Sanremo, 19 maggio 2016) è stato un cantautore e compositore italiano.
È entrato nella storia della musica leggera italiana come autore dell'evergreen Malatia.

## Biografia
Dopo la laurea in giurisprudenza, si dedica alla musica (da studente ha imparato da autodidatta a suonare la chitarra) e, a partire dal 1945, inizia ad esibirsi nei locali napoletani.
Nel 1955 partecipa allo show radiofonico L'usignolo d'argento, con Jula de Palma, Bruno Pallesi, Bruno Rosettani e il Duo Blengio, e nel 1956 e nel 1957 al programma radiofonico Una voce nella sera, con altri artisti come Teddy Reno, Katina Ranieri, Achille Togliani e Claudio Villa.

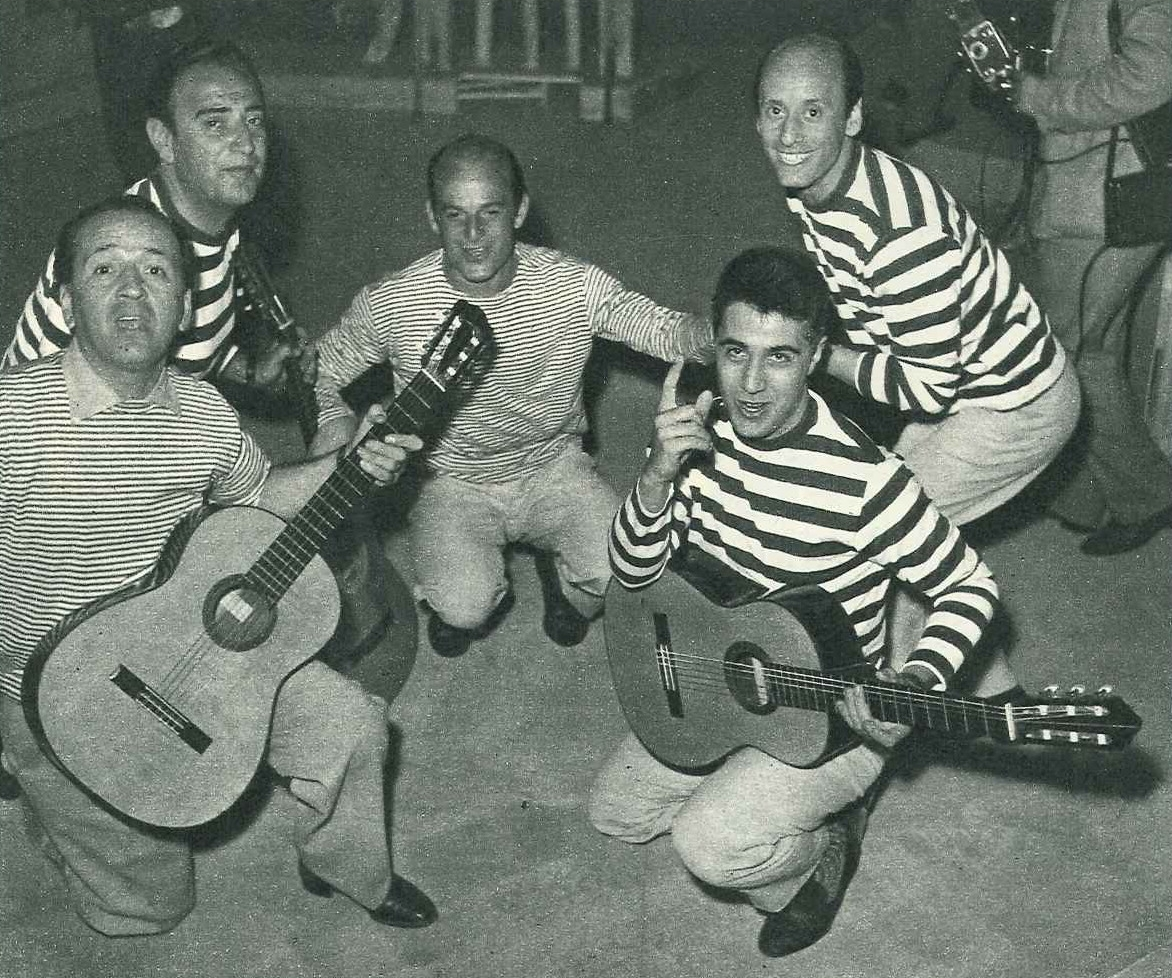
I cinque chitarristi del Festival di Napoli 1957: da sinistra, Amedeo Pariante, Ugo Calise, Armando Romeo, Fausto Cigliano e Sergio Centi

Dopo una serie di tour in tutto il mondo, proponendo classici napoletani ed alcune sue composizioni, partecipa come chitarrista al Festival di Napoli 1957 facendo il riepilogo delle canzoni che erano state cantate durante la gara, insieme agli altri chitarristi Amedeo Pariante, Ugo Calise, Sergio Centi e Fausto Cigliano.
Nello stesso anno scrive ed incide quella che diventerà la sua canzone più famosa, Malatia: il brano viene tradotto in One Kiss Away From Heaven e lanciata negli Stati Uniti da Anthony Perkins e Tony Bennett ed inserita nella colonna sonora del film La diga sul Pacifico, interpretato da Perkins e da Silvana Mangano.
Nel 1958 Malatia è incisa da Peppino Di Capri, che inserisce nel testo napoletano anche una strofa del testo inglese; la ripropone poi anche Mina, che la incide anche in francese con il testo di Pierre Delanoë ed il titolo Toi tu sais que je t'aime.
Dopo questo successo scrive altre canzoni che ottengono tutte un buon riscontro, tra cui Cumpagna d' 'a Luna, lanciata nel 1958 da Ugo Calise, Zitto zitto zitto, lanciata in Spagna, e soprattutto Nun giurà, successo di Peppino Di Capri.
Nel 1960 partecipa alla Sei giorni della canzone con Precipizio e, come autore, al Festival di Napoli 1960 con Segretamente, interpretata da Sergio Bruni e Luciano Virgili ed al Burlamacco d'oro con Clown, lanciata da Victor Somma.
Nel 1962 la sua canzone Un filo, pubblicata l'anno precedente, è inserita nella colonna sonora del film La voglia matta.
Nel 1963 partecipa alla sesta edizione della Sagra della Canzone Nova di Assisi.
Negli anni seguenti continua l'attività come autore.

## Discografia parziale

### 33 giri/Cassette
- 1962: Armando Romeo canta Napoli (Caravan, RA 33/501)
- 1963: Italia musica (Caravan, RA 88/222)
- ----: Songo 'nnamurate (Philips Records, 7259 625)

### EP
- 1955: Le Roi de Chez Maxim/Ey Joe!/Istanbul/Malaguena (Vis Radio, Vi.M.Q. 14036)
- 1957: Zingare/Bell'amore/Deux Ombres/Dites, Dites Vite (Philips Records, 432.186 NE)
- 1962: Malatia/Nun giurà/Zitto, zitto, zitto/Zingarella (Dischi Ricordi, 45 ERL 188)
- 1962: Saluto alla mamma/Il tuo sorriso, mamma/A mia madre/Affetti d'una madre(Caravan, RA 007)
- 1963: Torna a Surriento/Zingarella/Funiculì funiculà/Tarantella napoletana (Caravan, RA 123)
- 1966: Babbo Natale/Befana Befanina/Jingle Bells/Tu scendi dalle stelle/Holy Night (Caravan, RA 133), con Kitty Swan
- 1966: Saluto alla mamma (Caravan, CV 007)
- ----: Sciuri sciuriddu/L'amuri/Ntintiri-Ntontari/Sicilia bedda (Caravan, CV 007)
- ----: Lazzarella/Bell'ammore la la la/Zitto, zitto, zitto/'O tuppo (Philips Records, 421 836 PE)
- ----: Serenata caprese/	Malatia/Grotta Azzurra/Isle of Capri (Caravan, RA 121)

### 45 giri
- 1960: Uccidimi (ma non abbandonarmi)/Nun Giurà (Juke Box, JN 1893)
- 1960: Birra Baby/Olimpiadi dei mariti (Juke Box, JN 1977)
- 1961: Un filo/Polvere di niente (Dischi Ricordi, SRL 10.202)
- 1961: Marechiare/Piscatore 'e Pusilleco (Dischi Ricordi, SRL 10.210)
- 1962: Tutto l'oro del mondo/La nostra Ave Maria (Dischi Ricordi, SRL 10.266)
- 1963: Anna Maria/Il mio amore ritroverai (Nel cielo... nel vento) (Caravan, RA 27)
- 1963: Via Veneto/Vorrei prenderti per mano (Caravan, RA28)
- 1963: Tamourèe mediterranèe/Via Veneto (Caravan, RA 070)
- 1963: Gli anni felici/Serenata caprese (Dischi Ricordi, SRL 10-269)
- 1963: Fuggi a Fiuggi/Via Veneto (Caravan, RA 075)
- 1970: Cantata alla mamma (Edizioni Paoline, F-CV 45.37)
- ----: Rio de Janeiro/Ufemia (Vis Radio, Vi 4986)
- ----: To Mother (Caravan, 008)
- ----: Vieni al camping/Neapolitan tango (Caravan, RA 72)
- ----: Stornelli malandrini (Caravan, RA 73)
- ----: Tamoure' from Ceylon/Serenata caprese (Caravan, RA 74)
- ----: Amore torna/Mi avevi giurato (Caravan, RA 98)

## Apparizioni
- ----: Souvenir d'Italy (Vis Radio, VIMT 08408) con il brano 'Na voce, 'na chitarra e 'o poco 'e luna
- ----: Dalle origini a Piedigrotta (Gruppo Editoriale Fabbri, CI 61-(70)) con i brani 'Na voce, 'na chitarra e 'o poco 'e luna e Malatia
- ----: Musical Souvenir of a Mediterranean Cruise (Philips Records, P08447 L) con il brano Lazzarella
- ----: Vacanze in Napoli (Philips Records, P 08503 L) con il brano 'O tuppo
- 1962: Hit Parade Ricordi vol. 4 (Ricordi, MRL 6018) con il brano Un filo
- 1963: VI sagra della canzone nova-Assisi (Pro Civitate Christiana, MLP 1003) con il brano Nel cielo...nel vento (il mio amore ritroverai)
- 1983: La ripresa (Gruppo Editoriale Fabbri, 396838) con il brano 'Na voce, 'na chitarra e 'o poco 'e luna
- 1983: Il boom (Gruppo Editoriale Fabbri, 396846) con il brano Malatia

## Filmografia
- Assi alla ribalta, regia di Ferdinando Baldi e Giorgio Cristallini (1954)
- Carovana di canzoni, regia di Sergio Corbucci (1955)
- Tua per la vita, regia di Sergio Grieco (1955)
- Lacrime di sposa, regia di Sante Chimirri (1955)
- La trovatella di Pompei, regia di Giacomo Gentilomo (1956)
- Un amore a Roma,  regia di Dino Risi (1960)